# 工業大学
工業大学（こうぎょうだいがく）、工科大学（こうかだいがく、英: Institute of Technology）は、工学の専門教育がなされる高等教育機関であり、工学部のみの単科大学に冠せられる名称・種別である。
大学の種別としての工業大学・工科大学は単に「工大（こうだい）」と略す場合もあり、他にも、各工業大学・工科大学の学生・関係者や近隣住民によるその大学の省略形呼称として、「工業大学/工科大学」・「工業大/工科大」・「工大」などとして使われる場合も多い（大学の略称については当該項目を参照）。

## 名称

### 日本
かつての日本の工業大学・工科大学は、専ら工学に特化した分科大学・単科大学であったが、現在では理工系総合大学となっている例が少なくない。
日本において最も古い「工科大学」の名称は、東京帝国大学の分科大学である東京帝国大学工科大学（現在の東京大学工学部）に見られる。ほか、京都帝国大学工科大学（現在の京都大学工学部）、九州帝国大学工科大学（現在の九州大学工学部）、満洲国の旅順工科大学に見られる。
「工業大学」の名称は、単科大学として設立された東京工業大学（現在の東京科学大学工学院）が最古であり、旧制大学としては大阪工業大学（現在の大阪大学工学部）、藤原工業大学（現在の慶應義塾大学理工学部）、興亜工業大学（現在の千葉工業大学）である。
現代では、主にInstitute of Technologyと英語表記されるが、かつては単科大学・分科大学の観点からCollege of Engineeringなどと表記された。例えば、東京工業大学のかつての英語表記は慣習としてTokyo College of Engineeringであったが、第二次世界大戦後に現在のTokyo Institute of Technologyと正式に定められた。
特殊な例として、
- 京都工芸繊維大学は、Kyoto Institute of Technology
- 科学技術大学院大学（北陸先端科学技術大学院大学、奈良先端科学技術大学院大学、沖縄科学技術大学院大学）は、Institute of Science and Technology
- 技術科学大学（豊橋技術科学大学、長岡技術科学大学）は University of Technology

と表記される。

## 日本の工業大学・工科大学一覧
- 名称に工業大学、工科大学（及びこれらに相当する外国語、例えば英語の "Institute of Technology"、"Institute of Science And Technology" など）を含む大学
- 名称いかんにかかわらず、工学系の学部のみで構成される大学
- 名称いかんにかかわらず、過去に工学系の学部のみで構成されていた大学

ただし、一部に、理学系、農学系、医学系の学部を含むものもある。文系、もしくは文理融合学部がある場合は個別に記述する。

### 国立

#### 工業大学
- 北見工業大学（英: Kitami Institute of Technology, 1966年）
- 室蘭工業大学（英: Muroran Institute of Technology, 1949年）
- 名古屋工業大学（英: Nagoya Institute of Technology, 1949年）
- 九州工業大学（英: Kyushu Institute of Technology, 1949年）

#### 技術科学大学
- 長岡技術科学大学（英: Nagaoka University of Technology, 1976年）
- 豊橋技術科学大学（英: Toyohashi University of Technology, 1976年）

#### 大学院大学
- 北陸先端科学技術大学院大学（英: Japan Advanced Institute of Science And Technology, 1990年）
- 奈良先端科学技術大学院大学（英: Nara Institute of Science and Technology, 1991年）

#### その他
- 東京科学大学（旧：東京工業大学）（英: Institute of Science Tokyo, 1929年）
- 京都工芸繊維大学（英: Kyoto Institute of Technology, 1949年）
- 電気通信大学（英: The University of Electro-Communications, 1949年）
- 東京農工大学（英: Tokyo University of Agriculture and Technology, 1949年）

### 公立

#### 工科大学
- 前橋工科大学（英: Maebashi Institute of Technology, 1997年）
- 高知工科大学（英: Kochi University of Technology, 1997年）（マネジメント学部あり）

#### 理科大学
- 公立諏訪東京理科大学（英: Suwa University of Science, 2002年）（2018年より公立大学法人）
- 山陽小野田市立山口東京理科大学（英: Sanyo-Onoda City University、かつてTokyo University of Science, Yamaguchi, 1995年）（2016年より公立大学法人）

#### 大学院大学
- 産業技術大学院大学（英: Advanced Institute of Industrial Technology, 2006年）

#### その他
- 公立千歳科学技術大学（英: Chitose Institute of Science and Technology, 1997年）

### 私立

#### 工業大学
- 八戸工業大学（英: Hachinohe Technical University, 1972年）
- 東北工業大学（英: Tohoku Institute of Technology, 1964年）
- 足利工業大学（英: Ashikaga Institute of Technology, 1967年）
- 埼玉工業大学（旧：聖橋工業高専）（英: Saitama Institute of Technology, 1976年）（人間社会学部あり）
- 日本工業大学（英: Nippon Institute of Technology, 1967年）
- 千葉工業大学（英: Chiba Institute of Technology, 1942年）
- 芝浦工業大学（英: Shibaura Institute of Technology, 1949年）
- 愛知工業大学（英: Aichi Institute of Technology, 1959年）（経営学部あり）
- 豊田工業大学（英: Toyota Technological Institute, 1981年）
- 金沢工業大学（英: Kanazawa Institute of Technology, 1965年）
- 福井工業大学（英: Fukui University of Technology, 1965年）
- 大阪工業大学（英: Osaka Institute of Technology, 1949年）（知的財産学部あり）
- 広島工業大学（英: Hiroshima Institute of Technology, 1963年）
- 福岡工業大学（英: Fukuoka Institute of Technology, 1963年）（社会環境学部あり）
- 西日本工業大学（英: Nishinippon Institute of Technology, 1967年）
- 久留米工業大学（英: Kurume Institute of Technology, 1976年）

#### 工科大学
- 第一工科大学（英: Daiichi Institute of Technology, 1968年）
- 東北芸術工科大学（英: Tōhoku University of Art & Design, 1991年）
- 東京工科大学（英: Tokyo University of Technology, 1986年）（文理融合のメディア学部、デザイン学部あり）
- 神奈川工科大学（旧称：幾徳工業大学、旧：幾徳工業高専）（英: Kanagawa Institute of Technology, 1975年）
- 湘南工科大学（旧称：相模工業大学）（英: Shonan Institute of Technology, 1963年）
- 新潟工科大学（英: Niigata Institue of Technology, 1995年）
- 静岡理工科大学（英: Shizuoka Institute of Science and Technology, 1991年）
- 愛知工科大学（英: Aichi University of Technology, 2000年）
- 神戸芸術工科大学（英: Kobe Design University, 1989年）

#### 理科大学
- 東京理科大学（英: Tokyo University of Science, 1949年）（経営学部あり）
- 岡山理科大学（英: Okayama University of Science, 1964年）（総合情報学部社会情報学科あり）

#### 大学院大学
- 沖縄科学技術大学院大学（英: Okinawa Institute of Science and Technology, 2011年）

#### その他
- 東京工芸大学（旧：東京写真大学）（英: Tokyo Polytechnic University, 1950年）（理系の工学部に加え1994年に文系の芸術学部を擁し総合大学化したが、工芸融合を目指す）
- 東京都市大学（旧：武蔵工業大学）（英: Tokyo City University, 1949年））（文系学部の人間科学部と文理融合の環境学部、メディア情報学部、都市生活学部あり）
- 東京電機大学（英: Tokyo Denki University, 1949年）
- 工学院大学（英: Kogakuin University, 1949年）
- 北海道科学大学（旧：北海道工業大学）（英: Hokkaido University of Science, 1967年）
- 大阪電気通信大学（英: Osaka Electro-Communication University, 1967年）
- 東京情報大学（英: Tokyo University of Information Sciences, 1988年）（文理融合）
- ものつくり大学（英: Institute of Technologists, 2001）
- 桐蔭横浜大学（旧：桐蔭工業高専）（英: Toin University of Yokohama, 1988年）（総合大学化）
- 中部大学 （英: Chubu University, 1964年）（総合大学化）
- 大同大学（英: Daido University）（文理融合の情報学部あり）
- 摂南大学（旧：大阪工業高専）（英: Setsunan University, 1975年）（総合大学化）

### 廃止
旧制
- 旅順工科大学 (旧制)（英: Ryojun Institute of Technology, 1922年）：1945年に廃止。
- 大阪工業大学 (旧制)（英: Osaka Institute of Technology, 1929年）：1933年に大阪大学に統合されて廃学。
- 藤原工業大学（英: Fujiwara Institute of Technology, 1939年）：1944年に慶應義塾大学に統合されて廃学。

新制
- 久我山大学：1950年に廃止
- 九州芸術工科大学（英: Kyushu Institute of Design，2003年に九州大学に統合。）
- 兵庫県立姫路工業大学（英: Himeji Institute of Technology，2004年に神戸商科大学、兵庫県立看護大学と統合され兵庫県立大学に。2006年閉学。理学部、環境人間学部を擁した。）
- 東京都立科学技術大学（英: Tokyo Metropolitan Institute of Technology，2005年に首都大学東京に統合、2011年閉学。）
- 東和大学（英: TOHWA UNIVERSITY，2011年廃止）
- 広島電機大学 （英: Hiroshima Denki University、2023年廃止）

### 工業短期大学
現存しているものとして、 以下の大学を挙げる。
※ 名称に工業短期大学を含む短期大学
※ 名称いかんにかかわらず、工学系の学科のみで構成される短期大学
※ 四年制大学の短期大学部は除いている
- 新潟工業短期大学
- 東洋食品工業短期大学
- 徳島工業短期大学
- 産業技術短期大学
- 北海道自動車短期大学
- 中日本自動車短期大学
- 高山自動車短期大学

## 世界の主な工業大学・工科大学

### アジア

#### イスラエル
- テクニオン工科大学（ヘブライ語：טכניון - מכון טכנולוג, 英: Technion - Israel Institute of Technology, 1924年）

#### イラン
- アミール・キャビール工科大学（ペルシア語：دانشگاه صنعتی امیرکبیر, 英: Amirkabir University of Technology, 1958年）

#### インド
- インド工科大学（英: Indian Institutes of Technology、IIT、1951年）
- インド情報技術大学（英: International Institute of Information Technology、2011年）

#### インドネシア
- バンドン工科大学（英: Bandung Institute of Technology、ITB、1920年）

#### 韓国
- 韓国科学技術院（英: Korea Advanced Institute of Science and Technology、KAIST、1981年）
- 浦項工科大学校（英: Pohang University of Science and Technology、POSTECH、1986年）

#### 台湾
- 国立台湾科技大学（英: National Taiwan University of Science and Technology，1997年）
- 国立台北科技大学（英: National Taipei University of Technology，1997年）
- 国立雲林科技大学（英: National Yunlin University of Science and Technology，1997年）
- 国立屏東科技大学（英: National Pingtung University of Science and Technology，1997年）
- 国立虎尾科技大学（英: National Formosa University，2004年）
- 国立澎湖科技大学（英: National Penghu University of Science and Technology，2005年）
- 国立勤益科技大学（英: National Chin-Yi University of Technology，2007年）
- 国立台中科技大学（英: National Taichung University of Science and Technology，2011年）
- 国立高雄科技大学（英: National Kaohsiung University of Science and Technology，2018年）

#### 中国

##### 工業大学
- ハルビン工業大学（英: Harbin Institute of Technology，1922年）
- 西北工業大学（英: Northwestern Polytechnical University，1938年）
- 北方工業大学（英: North China University of Technology，1946年）
- 合肥工業大学（英: Hefei University of Technology，1958年）
- 河北工業大学（英: Hebei University of Technology，1958年）
- 北京工業大学（英: Beijing University of Technology，1960年）
- 天津工業大学（英: Tiangong University、以前は 英: Tianjin Polytechnic University，2000年）

##### 理工大学
- 北京理工大学（英: Beijing Institute of Technology，1940年）
- 大連理工大学（英: Dalian University of Technology，1949年）
- 華南理工大学（英: South China University of Technology，1952年）
- 華東理工大学（英: East China University of Science and Technology，1952年）
- 南京理工大学（英: Nanjing University of Science and Technology，1953年）
- 武漢理工大学（英: Wuhan University of Technology，2000年）
- 太原理工大学（英: Taiyuan University of Technology，1902年）
- 成都理工大学（英: Chengdu University of Technology，1956年）

##### 科学技術大学
- 中国科学技術大学（英: University of Science and Technology of China，1958年）
- 国防科技大学（英: National University of Defense Technology，1978年）
- 華中科技大学（英: Huazhong University of Science and Technology，2000年）
- 北京科技大学（英: University of Science and Technology Beijing，1952年）
- 南方科技大学（英: Southern University of Science and Technology，2010年）
- 上海科技大学（英: ShanghaiTech University，2013年）
- 西北農林科技大学（英: Northwest A&F University，1934年）
- 電子科技大学（英: University of Electronic Science and Technology of China，1956年）
- 西安電子科技大学（英: Xidian University，1931年）

##### 郵電大学
- 北京郵電大学（英: Beijing University of Posts and Telecommunications，1955年）
- 南京郵電大学（英: Nanjing University of Posts and Telecommunications，1942年）

##### 航空航天大学
- 北京航空航天大学（英: Beihang University、以前は Beijing University of Aeronautics and Astronautics，1952年）
- 南京航空航天大学（英: Nanjing University of Aeronautics and Astronautics，1952年）

##### その他
- 北京化工大学（英: Beijing University of Chemical Technology，1958年）
- ハルビン工程大学（英: Harbin Engineering University，1953年）
- 南京信息工程大学（英: Nanjing University of Information Science & Technology，1960年）

##### 香港特別行政区
- 香港理工大学（英: The Hong Kong Polytechnic University，1937年）
- 香港科技大学（英: The Hong Kong University of Science and Technology，1991年）

##### マカオ特別行政区
- 澳門理工大学（英: Macao Polytechnic University，1981年）
- 澳門科技大学（英: Macau University of Science and Technology，2000年）

#### ブルネイ
- ブルネイ工科大学（マレー語：Institut Teknologi Brunei, 1982年）

### オセアニア

#### オーストラリア
- カーティン工科大学（英: Curtin University of Technology, 1987年）
- クイーンズランド工科大学（英: Queensland University of Technology）
- シドニー工科大学（英: University of Technology, Sydney, 1988年）
- RMIT大学（ロイヤルメルボルン工科大学、英: Royal Melbourne Institute of Technology, 1887年）

### 北米

#### アメリカ合衆国

MITロゴ

ノーベル賞受賞者を輩出するマサチューセッツ工科大学（1861年設立の私立大学、略称：MIT）が有名。
1824年に設立されたレンセラー工科大学（英: Rensselaer Polytechnic Institute、略称：RPI）は、英語圏では最古の工業大学。
- イリノイ工科大学（英: Illinois Institute of Technology, 1940年）
- ウースター工科大学（英: Worcester Polytechnic Institute, 1865年）
- オレゴン工科大学（英: Oregon Institute of Technology, 1947年）
- カーネギーメロン大学 (英: Carnegie Mellon University)
- カリフォルニア工科大学（英: California Institute of Technology, 1891年）
- ケース・ウェスタン・リザーブ大学 (英: Case Western Reserve University)
- ジョージア工科大学（英: Georgia Institute of Technology, 1885年）
- テキサスA&M大学（英: Texas A&M University, 1876年）
- ニューヨーク州立ファッション工科大学（英: Fashion Institute of Technology, 1944年）
- バージニア工科大学（英: Virginia Polytechnic Institute and State University, 1872年）
- マサチューセッツ工科大学（英: Massachusetts Institute of Technology, 1861年）
- レンセラー工科大学（英: Rensselaer Polytechnic Institute, 1824年）
- ロチェスター工科大学（英: Rochester Institute of Technology, 1944年）
- 豊田工業大学シカゴ校 (英: Toyota Technological Institute at Chicago, 2003年)

#### メキシコ
- メキシコ国立工科大学

### 欧州

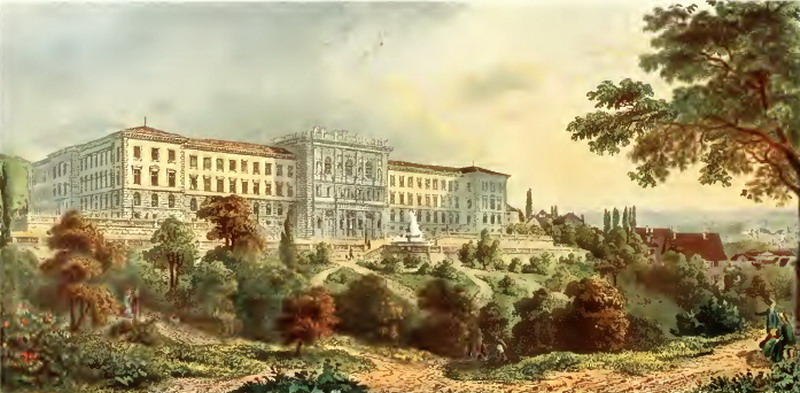
チューリッヒ工科大学（スイス、1865年）

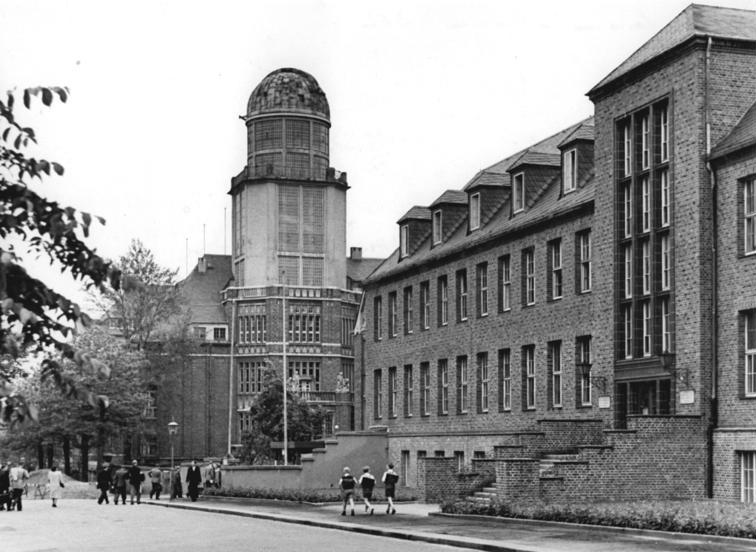
ドレスデン工科大学（ドイツ）

#### イタリア
- トリノ工科大学（伊：Politecnico di Torino, 1859年）
- ミラノ工科大学（伊：Politecnico di Milano, 2003年）

#### オランダ
- デルフト工科大学（蘭：Technische Universiteit Delft, 英: Delft University of Technology）
- アイントホーフェン工科大学（蘭：Technische Universiteit Eindhoven, 英: Eindhoven University of Technology）

#### オーストリア
オーストリアでは、工業大学（Technische Universität, TU）およびファッハホーホシューレ（FH）に大別される。TUには以下が挙げられる。
- ウィーン工科大学（Vienna University of Technology）
- グラーツ工科大学（Graz University of Technology）
- ウィーン自然・生命科学大学（University of Natural Resources and Life Sciences, Vienna）
- レオーベン大学（University of Leoben）

#### スイス
- スイス連邦工科大学ローザンヌ校（École Polytechnique Fédérale de Lausanne, EPF Lausanne, EPFL）
- スイス連邦工科大学チューリッヒ校（Eidgenössische Technische Hochschule Zürich, ETH Zürich, ETHZ）（チューリッヒ工科大学とも呼ばれる）

#### スウェーデン
- 王立工科大学（典：Kungliga Tekniska högskolan, 英: Royal Institute of Technology, 1827年）
- チャルマース工科大学（典：Chalmers tekniska högskolan, 英: Chalmers University of Technology, 1829年）

#### ドイツ
ドイツの工業系高等教育機関は、工科大学（TU）、ファッハホーホシューレ（5Aタイプ）、ファッハシューレ（5Bタイプ） などの種類がある。
TUについて、以下のグループは「TU9」と呼ばれている。

TU9

- アーヘン工科大学（RWTH Aachen）
- ベルリン工科大学（TU Berlin）
- ブラウンシュヴァイク工科大学（TU Braunschweig）
- ダルムシュタット工科大学（TU Darmstadt）
- ドレスデン工科大学（TU Dresden）
- ハノーファー大学（Leibniz Universität Hannover）
- カールスルーエ大学（カールスルーエ工科大学）（KIT）
- ミュンヘン工科大学（TU München）
- シュトゥットガルト大学（Universität Stuttgart）

#### フランス
フランスにおいてはInstitut universitaire de technologie（IUT）と呼ばれる2年課程の高等教育機関（5Bレベル）が存在し、修了時にはDiplôme universitaire de technologie（DUT, 技術大学ディプロマ）が付与され、これはNQFレベルIIIに位置づけられる。また、技師学校（École d'ingeniur、技術系グランゼコール）で工学教育が実施されている。

#### ポーランド
- ポーランド日本情報工科大学（ポーランド語：Polsko-Japońska Wyższa Szkoła Technik Komputerowych, 1994年）

#### リトアニア
- カウナス工科大学（リトアニア語：Kauno Technologijos Universitetas, 英: Kaunas University of Technology, 1949年）

#### ロシア
- ウラル工科大学（露：Уральский государственный технический университет, 英: Ural State Technical University, 1920年）